# Dicamptodon
Dicamptodon és un gènere d'amfibis caudats compost per quatre espècies endèmiques d'Amèrica del Nord. S'inclouen a la família Ambystomatidae, o alternativament, a la seva pròpia família monogenèrica Dicamptodontidae.

## Descripció

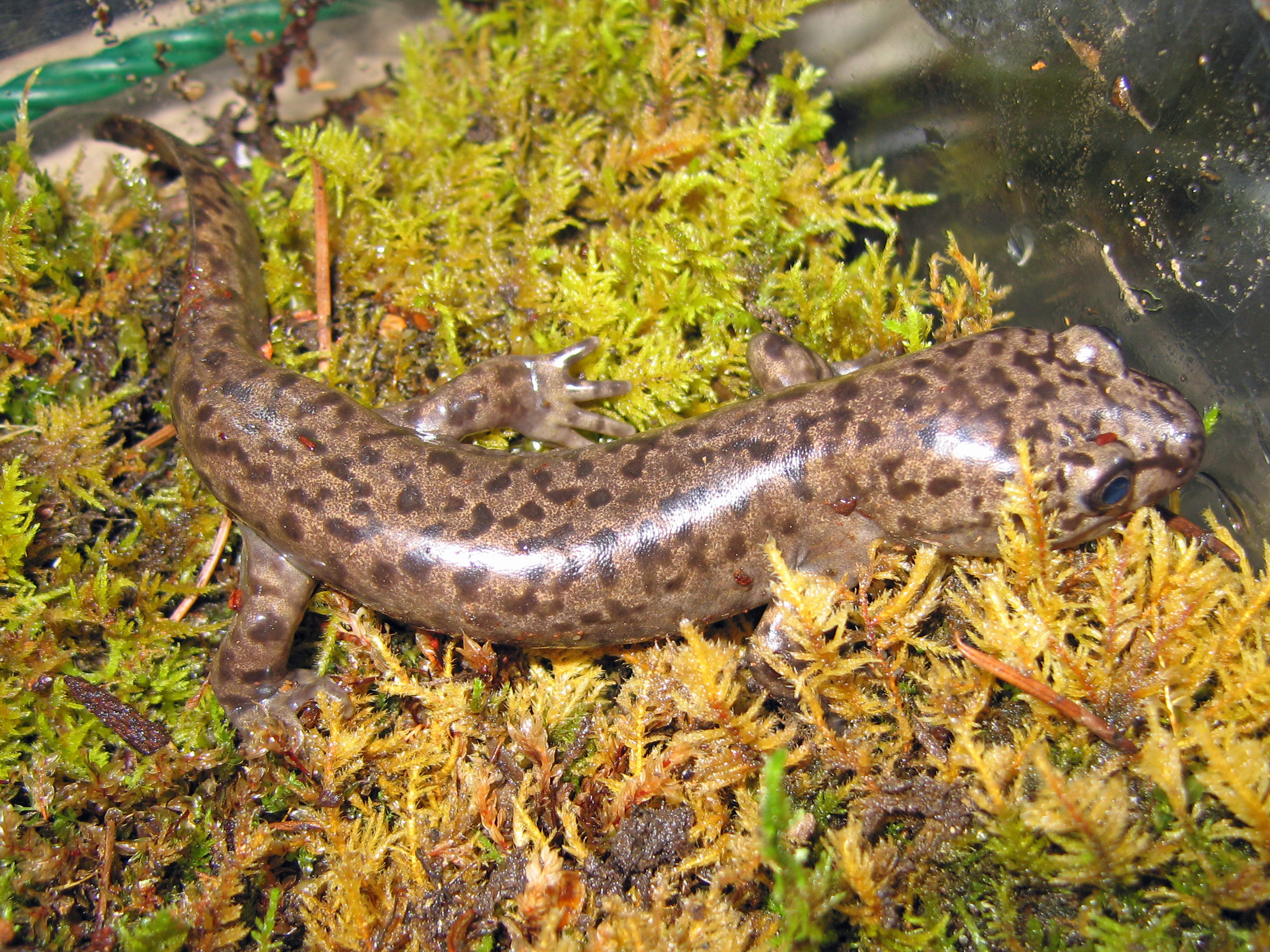
Dicamptodon tenebrosus

Les salamandres gegants del Pacífic es defineixen pels seus ulls amples que sobresurten, solcs costals, braços gruixuts i color de fons fosc. Els Dicamptodon tenen una longitud de ventilació del musell (SVL) de 350mm, un cap ample, cues aplanades flexibles lateralment, premaxil·les aparellades que estan separades de la nasals, i les larves aquàtiques tenen brànquies. Els Dicamptodon tenen lacrimals i pterigoides presents, però els quadratojugals estan absents.
Tot i que la majoria de salamandres estan en silenci, la salamandra gegant del Pacífic és una de les diverses salamandres que tenen habilitats vocals. Quan s'espanten, aquestes salamandres poden respondre amb un crit de soroll semblant al d'un gos que borda.

## Hàbitat
Les salamandres gegants del Pacífic són animals semiaquàtics que ocupen hàbitats tant aquàtics com terrestres. Es troben comunament en diversos entorns lòtics en altituds que van des de 0 a 7000 peus sobre el nivell del mar al nord-oest del Pacífic i al nord de Califòrnia. S'ha demostrat que l'abundància de salamandres aquàtiques augmenta amb l'augment de la cobertura de roques i disminueix amb l'augment de la velocitat de l'aigua, i tendeix a preferir els rierols i llacs freds de muntanya. Les salamandres gegants del Pacífic també utilitzen llocs de refugi terrestre com la fusta en descomposició, els caus o sota les roques.

## Taxonomia
Antigament es pensava que el gènere Dicamptodon contenia dues espècies, la salamandra gegant de Cope (D.copei) a la Península Olímpica, Washington, i la salamandra gegant del Pacífic ("D. ensatus") que constava de tres poblacions geogràfiques, un aïllat d'Idaho, un grup al nord de Califòrnia i un grup de Oregon i Washington. L'any 1989, estudis genètics van demostrar que Dicamptodon copei era una espècie diferent i que les poblacions de D.ensatus constaven de tres espècies: la salamandra gegant d'Idaho (Dicamptodon aterrimus) a Idaho, i dues espècies molt divergents amb una zona híbrida estreta a Califòrnia, la salamandra gegant costanera (Dicamptodon tenebrosus)(des del nord de Califòrnia fins a Washington), i la salamandra gegant de Califòrnia (Dicamptodon ensatus) (limitada només des del Comtat de Santa Cruz al Comtat de Mendocino a Califòrnia). El primer membre conegut d'aquest gènere i família és D. antiquus del Paleocè d'Alberta.

## Espècie existent
Hi ha quatre espècies Dicamptodon existents.
| Imatge | Nom científic          | Nom comú                        | Distribució |
| ------ | ---------------------- | ------------------------------- | --- |
|        | Dicamptodon aterrimus  | Salamandra gegant d'Idaho       | conques hidrològiques boscoses des del llac Coeur d'Alene fins al riu Salmon i en dos llocs de Montana al voltant del comtat de Mineral, Idaho |
|        | Dicamptodon copei      | Salamandra gegant de Cope       | Olympic Peninsula fins al nord d'Oregon |
|        | Dicamptodon ensatus    | Salamandra gegant de Califòrnia | Nord de Califòrnia |
|        | Dicamptodon tenebrosus | Salamandra gegant costanera     | Nord de Califòrnia, Oregon, Washington i sud de la Colúmbia Britànica.                                                                         |